# Blyxa echinosperma
Blyxa echinosperma är en dybladsväxtart som först beskrevs av Charles Baron Clarke, och fick sitt nu gällande namn av Joseph Dalton Hooker. Blyxa echinosperma ingår i släktet Blyxa och familjen dybladsväxter. Inga underarter finns listade.

## Bildgalleri

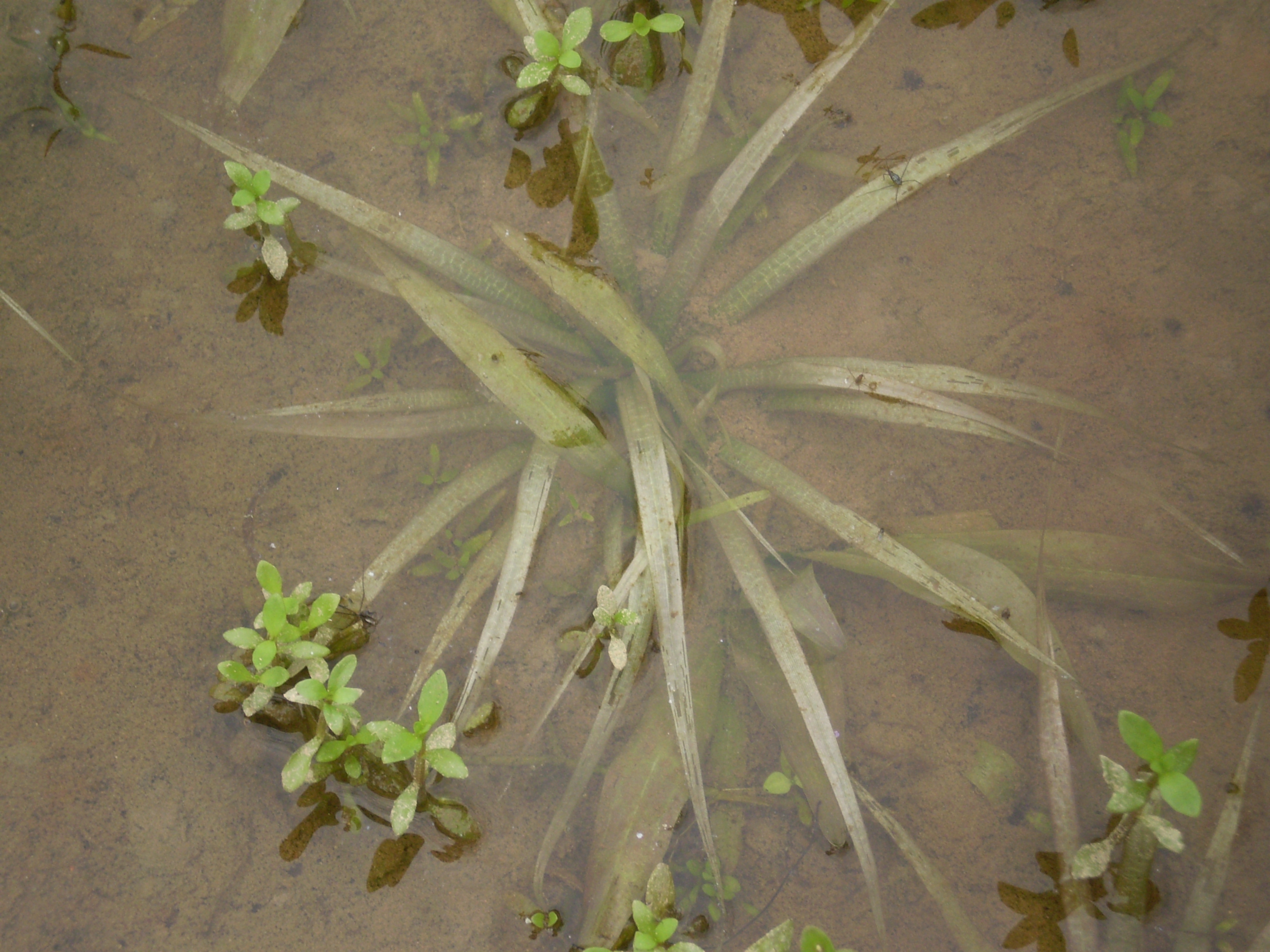
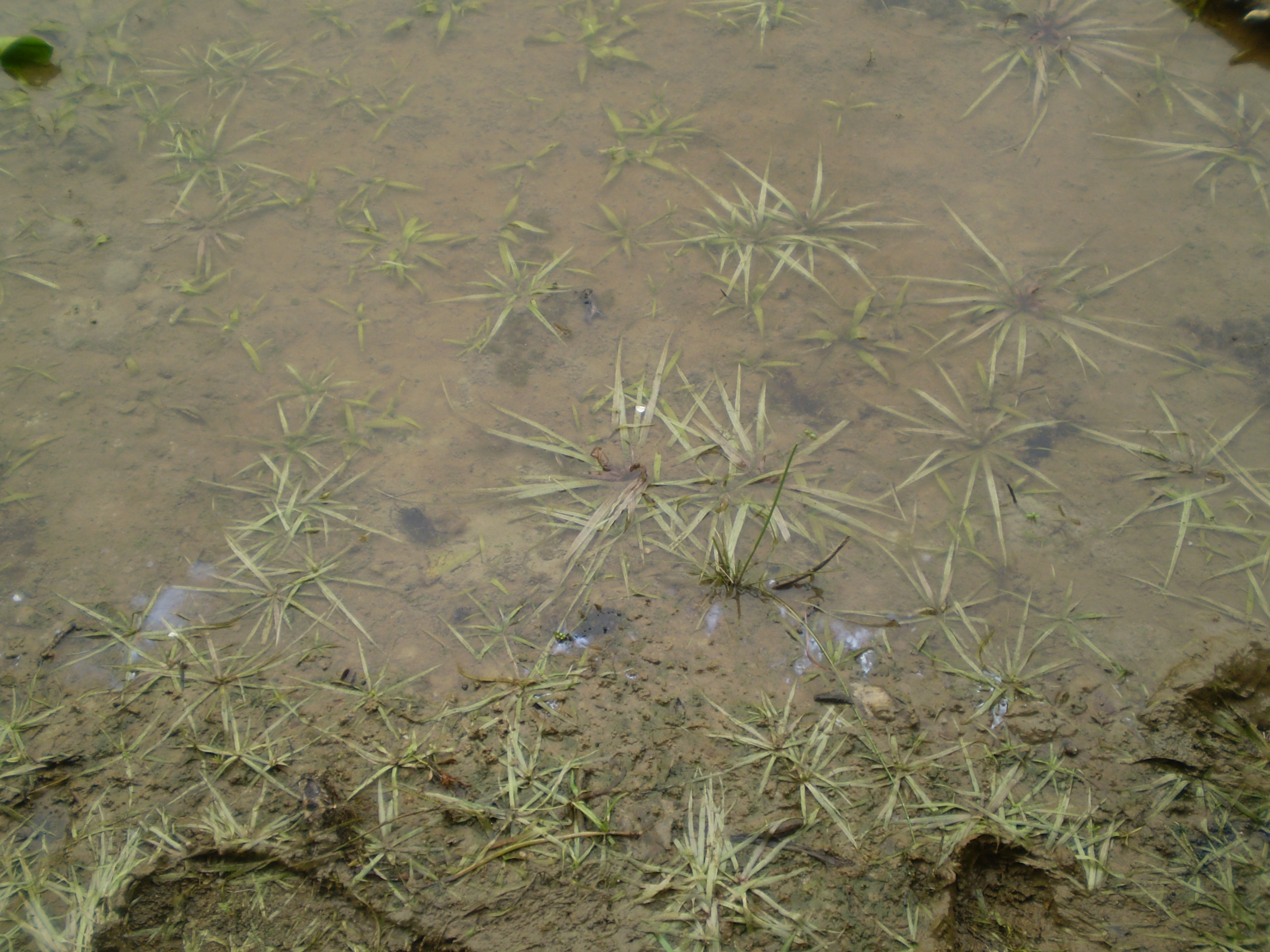